# جون كولينز (لاعب كرة قدم مواليد 1945)
جون كولينز (بالإنجليزية: John Collins)‏ هو لاعب كرة قدم بريطاني في مركز الدفاع، ولد في 30 يناير 1945 في مانشستر في المملكة المتحدة. لعب مع ستوكبورت كونتي وماكليسفيلد تاون.